# Мериг
Мериг (англ. Merig) — остров в составе архипелага Банкс в Республике Вануату.

## География
Расположен в 21 км к востоку от острова Гауа. Площадь — 0,5 км². Высота над уровнем моря — 125 м. Ширина Мерига 800 метров, в периметре он составляет 2,2 км. Климат острова тропический, за год выпадает более 3500 мм осадков.

## Население
На Мериге расположена деревня Леволвол, её население в 2009 году составило 12 человек. Жители разговаривают на языке мверлап.